# Arboretum de l'école du Breuil

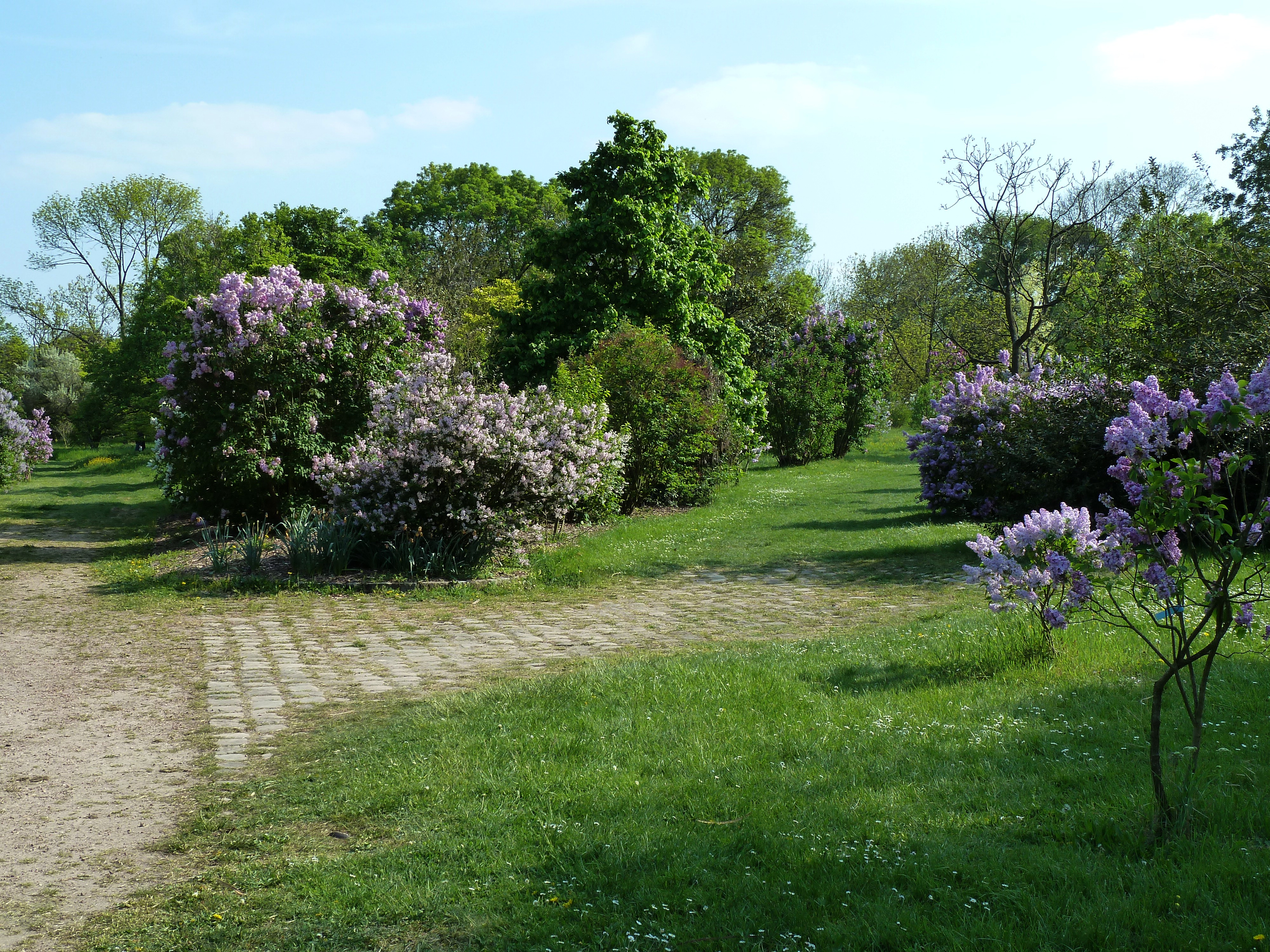
Lillà dellarboretum dellécole Du Breuil

L'arboretum de l'école Du Breuil si trova a Parigi nel bois de Vincennes, presso l'ippodromo di Vincennes.
Esso fa parte dei quattro poli del giardino botanico della città di Parigi, con il Parco floreale di Parigi (nel bois de Vincennes), il Parc de Bagatelle e il giardino delle serre d'Auteuil (nel Bois de Boulogne).

## Storia
Nel 1867, sotto le pressioni del prefetto Haussmann, fu istituita l'École municipale d'arboriculture de Saint-Mandé, presso porta Daumesnil.
Nel 1936, l''école fu trasferita nell'antica fattoria della Faisanderie e nei terreni ad essa connessi, a sud-est del bois, e denominata École Du Breuil, dal nome del suo primo direttore Alphonse Du Breuil.
Le prime piantumazioni ebbero luogo nel 1939, ma vennero sospese durante la guerra per lasciare il posto a piante di legumi. Esse furono riprese dopo il 1946.

## L'arboretum

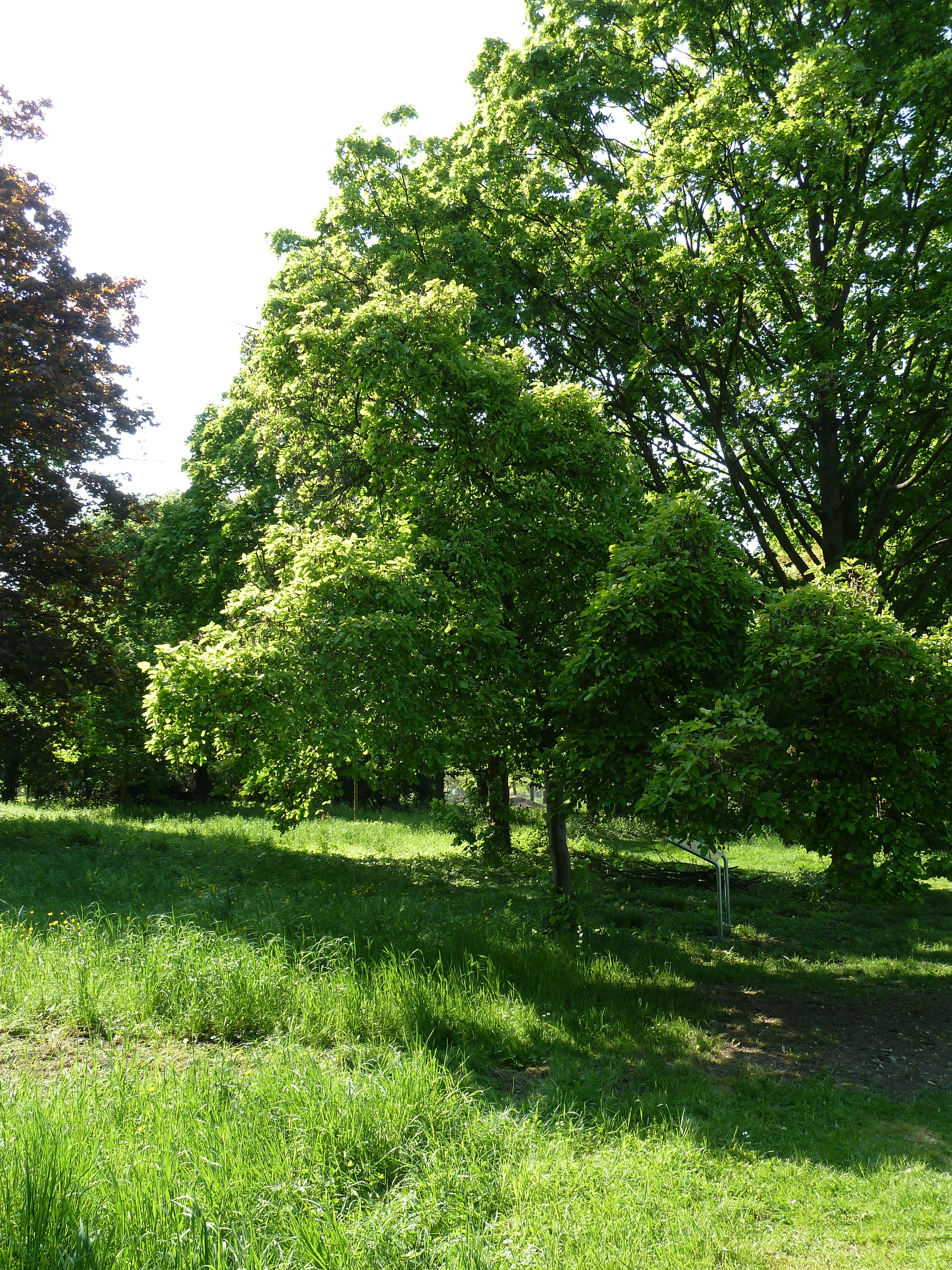
Acer tataricum nell'arboreto dellécole Du Breuil

Da una superficie di 12 ettari, l'arboreto conta oggi circa 1400 alberi, appartenenti a 112 generi: 485 specie e 400 cultivar e varietà, per un totale di 885 taxon.